# Райзон (Арканзас)
Райзон (англ. Rison, Arkansas) — город, расположенный в округе Кливленд (штат Арканзас, США) с населением в 1271 человек по статистическим данным переписи 2000 года.
Является административным центром округа Кливленд.

## География
По данным Бюро переписи населения США город Райзон имеет общую площадь в 6,99 квадратных километров, водных ресурсов в черте населённого пункта не имеется.
Райзон расположен на высоте 82 метра над уровнем моря.

## Демография
По данным переписи населения 2000 года в Райзоне проживал 1271 человек, 324 семьи, насчитывалось 471 домашнее хозяйство и 532 жилых дома. Средняя плотность населения составляла около 184 человек на один квадратный километр. Расовый состав Райзона по данным переписи распределился следующим образом: 62,23 % белых, 33,36 % — чёрных или афроамериканцев, 0,31 % — коренных американцев, 0,24 % — азиатов, 2,12 % — представителей смешанных рас, 1,73 % — других народностей. Испаноговорящие составили 2,20 % от всех жителей города.
Из 471 домашних хозяйств в 36,3 % — воспитывали детей в возрасте до 18 лет, 45,0 % представляли собой совместно проживающие супружеские пары, в 19,1 % семей женщины проживали без мужей, 31,2 % не имели семей. 30,1 % от общего числа семей на момент переписи жили самостоятельно, при этом 15,3 % составили одинокие пожилые люди в возрасте 65 лет и старше. Средний размер домашнего хозяйства составил 2,55 человек, а средний размер семьи — 3,16 человек.
Население города по возрастному диапазону по данным переписи 2000 года распределилось следующим образом: 29,3 % — жители младше 18 лет, 6,8 % — между 18 и 24 годами, 25,3 % — от 25 до 44 лет, 19,6 % — от 45 до 64 лет и 19,0 % — в возрасте 65 лет и старше. Средний возраст жителей составил 36 лет. На каждые 100 женщин в Райзоне приходилось 79,8 мужчин, при этом на каждые сто женщин 18 лет и старше приходилось 75,2 мужчин также старше 18 лет.
Средний доход на одно домашнее хозяйство в городе составил 20 865 долларов США, а средний доход на одну семью — 30 833 доллара. При этом мужчины имели средний доход в 26 500 долларов США в год против 18 229 долларов среднегодового дохода у женщин. Доход на душу населения в городе составил 13 106 долларов в год. 25,6 % от всего числа семей в округе и 32,9 % от всей численности населения находилось на момент переписи населения за чертой бедности, при этом 46,0 % из них были моложе 18 лет и 30,5 % — в возрасте 65 лет и старше.

## Известные уроженцы и жители
- Джереми Джеймс — американский композитор и исполнитель песен.